# Giải quần vợt Wimbledon 1877
Giải quần vợt Wimbledon 1877 là một giải quần vợt nam diễn ra tại All England Croquet and Lawn Tennis Club (AEC & LTC) ở Wimbledon, Luân Đôn. Đây là giải quần vợt đầu tiên trên thế giới, và cũng là giải Grand Slam đầu tiên. Giải đấu diễn ra từ ngày 9 đến ngày 19 tháng 7, và được thi đấu trên mặt sân cỏ. Nội dung thi đấu duy nhất của giải đấu là đơn nam.

## Nhà vô địch

### Đơn nam
Spencer Gore đánh bại  William Marshall, 6–1, 6–2, 6–4 
- Đây là danh hiệu Grand Slam duy nhất trong sự nghiệp của Gore.